# Sokanegara (Purwokerto Timur)
Sokanegara is een bestuurslaag in het regentschap Banyumas van de provincie Midden-Java, Indonesië. Sokanegara telt 7987 inwoners (volkstelling 2010).